# Luna Park (programma televisivo 1979)
Luna Park è stato un varietà televisivo italiano, in onda sulla Rete 1 dal 24 marzo al 19 maggio del 1979.

## Il programma
Gli autori erano Luca Goldoni, Bruno Broccoli, Enzo Sermasi e Sergio Bardotti, con le coreografie di Franco Miseria e la regia di Eros Macchi. In accordo al titolo del programma, la scenografia curata da Gaetano Castelli ricordava per l'appunto un parco di divertimento. 
Lo show, in onda ogni sabato in prima serata per otto puntate, comprendeva sketch comici, musiche e balletti, ed era condotto da Pippo Baudo affiancato dai cabarettisti Enrico Beruschi, Tullio Solenghi, Fioretta Mari, La Smorfia e Beppe Grillo. 
A loro si aggiungevano l'esordiente italo-americana Heather Parisi, diciannovenne ballerina-soubrette, e la cantante statunitense Tina Turner quale ospite fissa. All'interno del programma veniva trasmessa La favola di Luna Park, una canzone per bambini cantata da Enrico Montesano per la quale venivano realizzati dei veri e propri cartoni animati di Bruno Bozzetto e che veniva utilizzata anche come sigla finale. Tutte le sigle vennero raccolte in un LP dal titolo Le favole di Luna Park. La Parisi inoltre ballava sulle note della sigla di apertura del programma, Anche noi, brano disco-music dei New Trolls.